# Toni Hill
Toni Hill (Barcelona, 1966) es un escritor y traductor español publicado por el grupo editorial Penguin-Random House. Es autor de tres novelas policíacas protagonizadas por el inspector Héctor Salgado, de los Mozos de Escuadra de Barcelona: El verano de los juguetes muertos, Los buenos suicidas y Los amantes de Hiroshima; y de la novela de misterio de ambientación gótica Los ángeles de hielo. También ha escrito el thriller moderno Tigres de cristal. Ha traducido libros como El oscuro pasajero, Jane Eyre y el resto de los libros de Dexter. Se crio en Cornellà del Llobregat y fue, de niño, un ávido lector de Agatha Christie. Es descendiente de un soldado inglés que se quedó a vivir en Cataluña.

## Trayectoria
Es licenciado en psicología. Lleva más de diez años dedicado a la traducción literaria y a la colaboración editorial en distintos ámbitos. Entre los autores traducidos por él se encuentran David Sedaris, Jonathan Safran Foer, Glenway Wescott, Rosie Alison, Peter May, Rabbih Alameddine y A. L. Kennedy. El verano de los juguetes muertos es su primera novela, cuyos derechos de traducción ya han sido adquiridos en Alemania, Francia, Grecia, Italia, Países Bajos, Finlandia y Polonia. 

## Obras

### El verano de los juguetes muertos(2011)
Es una novela negra y de suspense que trata la historia del inspector Héctor Salgado quien lleva semanas apartado del servicio cuando le asignan de manera extraoficial un caso delicado. El aparente suicidio de un joven va complicándose a medida que Salgado se adentra en un mundo de privilegios y abusos de poder. Héctor no solamente deberá enfrentarse a ello, sino también a su pasado más turbio que, en el peor momento y de modo inesperado, vuelve para ajustar cuentas.

### Los buenos suicidas(2012)
La desaparición de Ruth, su exmujer, obsesiona al inspector Héctor Salgado y quizá el caso que le acaban de asignar pueda hacerle olvidar por momentos su caída en desgracia. El director financiero de una compañía de cosméticos mata a su esposa y luego se suicida. Lo que parece un caso de violencia doméstica llevado al extremo se revela como algo mucho más complejo al hallarse indicios que lo relacionan con otra muerte.

### Los amantes de Hiroshima(2014)
Mayo de 2011. En una casa abandonada, cerca del aeropuerto, la policía descubre dos cadáveres envueltos en un sudario de flores. Abrazados. Sepultados junto a una gran cantidad de dinero. Podría tratarse de una joven pareja de amantes que desapareció hace siete años. Tras un azaroso juicio mediático, el caso se cerró en falso. Héctor Salgado y su equipo se encargan de la investigación, un rompecabezas con demasiadas pistas.

### Los ángeles de hielo(2017)
Frederic Mayol, un joven psiquiatra de 26 años de padre español y madre austríaca, decide regresar a Barcelona tras luchar en el ejército austro-húngaro. Compungido aún por el absurdo de la guerra, entra a trabajar en un sanatorio que en el pasado había sido un internado para señoritas. Un lugar marcado por una oscura tragedia, la muerte de una estudiante y de una profesora que supuso el cierre súbito del colegio.

### Tigres de cristal(2018)
Thriller ambientado en la Ciudad Satélite, San Ildefonso (Cornellá de Llobregat), durante los años de la Transición. La novela aborda el bullying escolar y la lucha obrera.

### El oscuro adiós de Teresa Lanza(2021)
El suicidio de una joven inmigrante altera las vidas de cinco mujeres y sus familias en un idílico y acomodado barrio residencial.

### El último verdugo(2023)
Aunque parezca imposible, un asesino en serie está ajusticiando a sus víctimas con un garrote vil, el mismo instrumento usado por los verdugos siglos atrás y considerado la máquina de matar más cruel jamás construida.

### La hora del lobo(2024)
La noche en que Daniel desapareció fue como si la oscuridad se lo hubiera tragado. No se halló el menor rastro del niño; solo encontraron el cuerpo de su madre estrangulada en la casa donde vivían, en un pequeño pueblo de los Pirineos. Siete años después, la criminóloga Lena Mayoral es contratada por la familia de la víctima para recabar nuevas pistas de ese caso que sigue envuelto en una densa bruma de misterio.